# Краљица (филм)
Краљица (енгл. The Queen) је биографски драмски филм из 2006. године, режисера Стивена Фрирса, према сценарију Питера Моргана, док насловну улогу тумачи Хелен Мирен као краљица Елизабета II. Радња филма прати догађаје након смрти принцезе Дајане 1997. године. Првобитно, краљевска породица Дајанину смрт сматра приватном ствари и стога је не третира као званичну краљевску смрт. Ово је у супротности са ставовима премијера Тонија Блера и Дајаниног бившег супруга, принца Чарлса, који фаворизују жељу опште јавности за званичним изразом жаљења. Догађаје су додатно закомпликовали медији, краљевски протокол у вези са Дајаниним службеним статусом и све шира питања о републиканизму.
Продукција и реализација филма поклопили су се са оживљавањем повољног јавног мњења у погледу монархије, падом популарности Тонија Блера и британском истрагом Дајанине смрти. Глумац Мајкл Шин поновио је своју улогу Блера коју је тумачио у филму Договор из 2003. године, а касније ју је поновио и у филму Посебна веза 2010. године.
Филм је добио позитивне критике од стране критичара, који су највише похвалили Миренину глуму, која јој је донела бројне награде међу којима су Оскар, награда БАФТА и Златни глобус. Њену улогу је похвалила и сама краљица, која ју је позвала на вечеру у Бакингемској палати, међутим Миренова није могла да присуствује овом догађају због обавеза у Холивуду.

## Радња
На општим изборима 1997. у Уједињеном Краљевству, Тони Блер из Лабуристичке странке је изабран за премијера на основу манифеста реформи и модернизације. Мање од четири месеца касније, Дајана, принцеза од Велса, погинула је у судару аутомобила у тунелу код моста Алма у Паризу.
Истог тренутка, њена смрт изазива проблеме за њеног бившег супруга, принца Чарлса и Блера, пошто она више није члан краљевске породице. Краљица Елизабета II се пита хоће ли Блер предати обећање о модернизацији краљевској породици јер покушава да преиспита њено виђење планова за сахрану. Дајанина породица тражи да сахрана буде приватна.
У штампи се Дајана назива „народном принцезом”; ово почиње изливом туге шире јавности у емисијама, и приказивањем гомиле цветних поклона у Бакингемској и Кенсингтонској палати, који блокирају главне улазе на ове поседе. Старији чланови краљевске породице не труде се да признају Дајанин значај за друштво и остају на одмору у Балморалу. Популарност краљевске породице опада, а Блерова популарност расте док он одговара на јавни протест краљевске породице због неактивности.
Блерови покушаји да води краљевску породицу кроз контроверзу наилазе на отпор, а краљица их описује као предају јавној хистерији. Упркос огорчењу краљице и принца Филипа према било каквој наклоности према Дајани или признању жалости земље, приватни секретари принца од Велса и краљице охрабрују га да настави са покушајима да промени став краљевске породице. Док Енглеска да тугује, Блер покушава јавно да брани краљевску породицу, али његови покушаји су узалудни. Блерово саосећање доноси му много похвала и обожавање, док равнодушност краљевске породице изазива ватрену осуду људи. Како бес Енглеске достиже критичну тачку, Блер не може више да стиша краљичино одбијање да призна Дајану и јавност, откривајући јој да 70% земље верује да су њени поступци штетни по монархију, а „1 од 4” људи је у за потпуно укидање монархије. Блер одлучно инсистира да краљевска породица на пола копља истакне заставу у Бакингемској палати, да краљица ода почаст Дајани и да се обрати јавности, тешећи државу.
Иако је деморалисана реакцијом земље и предлозима премијера, краљица схвата да се свет променио током њене владавине. Она и принц Филип се враћају у Лондон, упркос неслагању. Краљица коначно одаје јавно признање на телевизији уживо о Дајанином значају за нацију и друштво и успева донекле да угуши агонију Енглеске. Краљевска породица присуствује јавној сахрани Дајане у Вестминстерској опатији.
На следећем Блеровом састанку са краљицом они размењују мишљења о ономе што се догодило након њиховог последњег виђења, укључујући контроверзу око Дајанине смрти и дешавања која су уследила. Она затим упозорава премијера да, баш као што се променило јавно мњење о томе како би краљевска породица требало да реагује на нову Британију, тако се и он мора наћи у истој позицији промене јавног мњења.

## Улоге
| Глумац        | Улога                             |
| ------------- | --------------------------------- |
| Хелен Мирен   | краљица Елизабета II              |
| Мајкл Шин     | Тони Блер                         |
| Џејмс Кромвел | Принц Филип, војвода од Единбурга |
| Хелен Макрори | Шери Блер                         |
| Алекс Џенингс | Чарлс, принц од Велса             |
| Роџер Алам    | Робин Џанврин                     |
| Силвија Симс  | краљица Елизабета, краљица мајка  |
| Тим Макмалан  | Стивен Лампорт                    |
| Марк Бејзли   | Аластер Кембел                    |

## Пријем

### Благајна
Филм је премашио очекивања на благајнама; са буџетом од 15 милиона долара филм је зарадио 56,4 милиона долара у Сједињеним Државама и Канади.

### Критика
Пре него што је филм објављен, критичари су похвалили и Стивена Фрирса и Питера Моргана, који су касније добили номинације за Златни глобус и Оскара за најбољу режију и најбољи сценарио. Глума Мајкла Шина као Тони Блер, донело му је посебно признање. Глума Хелен Мирен, који јој је донео признање од стране критичара широм света, учинио ју је фаворитом за Оскара за најбољу глумицу много пре него што је филм пуштен у биоскопе. Након приказивања на Венецијанском филмском фестивалу, Мирен је добила петоминутне овације.